# Александра Цуцић
Александра Цуцић српска је телевизијска, филмска, позоришна и гласовна глумица.

## Биографија
Александра Цуцић рођена је у Београду. Завршила је глуму у класи Предрага Ејдуса. Запослена је у Народном позоришту Приштина од 2006. године. Пре тога била је била члан ансамбла у Народном позоришту Лесковац и новинарка у култури на телевизији Студио Б.
Одиграла је преко 50 позоришних представа. Сарађивала је са редитељем Живојином Павловићем у филму „Јанез“. Ауторка и сценаристкиња је познатог ТВ серијала за децу „Ресторанчић Залогајчић“ који је емитован на Радио-телевизији Србије.
Активно се бавила синхронизацијом цртаних филмова на српски језик за студије Призор, Лаудворкс и Блу хаус.

## Филмографија
| Год.  | Назив                  | Улога                |
| ----- | ---------------------- | -------------------- |
| 2000. | Рат уживо              | Новинарка 1          |
| 2002. | Хотел са 7 звездица    | Ержебет Капошвари    |
| 2002. | Држава мртвих          |                      |
| 2014. | Ресторанчић Залогајчић | Празилук Васа (глас) |
| 2022. | Клан                   | Мира мере            |
| 2022. | Коло среће             | Лепосава Коцић       |